# Ellen Tomek
Ellen Tomek, född 1 maj 1984, är en amerikansk roddare.

## Karriär
Tomek tävlade för USA vid olympiska sommarspelen 2008 i Peking, där hon tillsammans med Megan Kalmoe slutade på 5:e plats i dubbelsculler. Vid olympiska sommarspelen 2016 i Rio de Janeiro slutade Tomek tillsammans med Meghan O'Leary på 6:e plats i dubbelsculler.
Vid olympiska sommarspelen 2020 i Tokyo slutade Tomek på 10:e plats tillsammans med Cicely Madden, Alison Rusher och Meghan O'Leary i scullerfyra.